# فيلاألبايلا دي غومايل
بلدية فيلاألبايلا دي غومايل (بالإسبانية: Villalbilla de Gumiel)‏, هي إحدى بلديات مقاطعة برغش, التي تقع في منطقة قشتالة وليون, والتي تقع في شمال غرب إسبانيا.
يبلغ عدد سكانها 129 نسمة وفقاً لإحصائية سنة (2002).